# 每日新聞

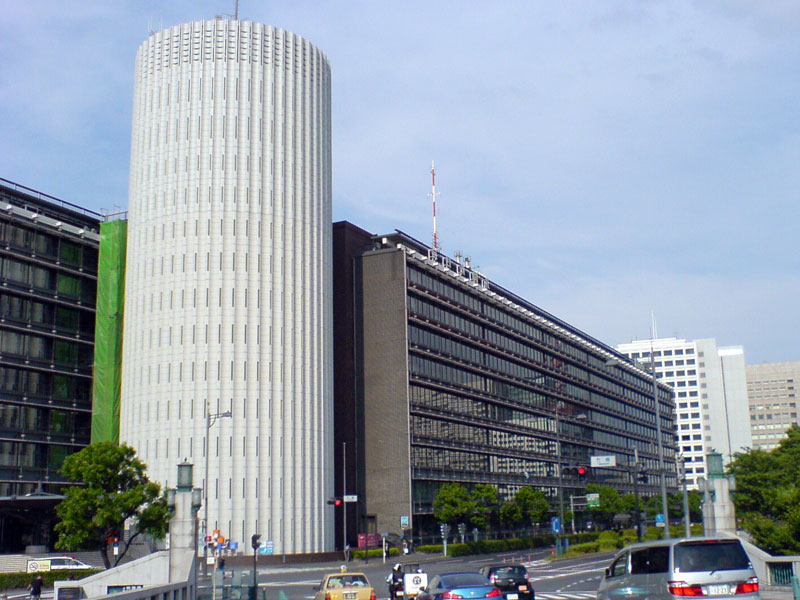
每日新聞東京本社，位於東京一橋的PalaceSide大樓

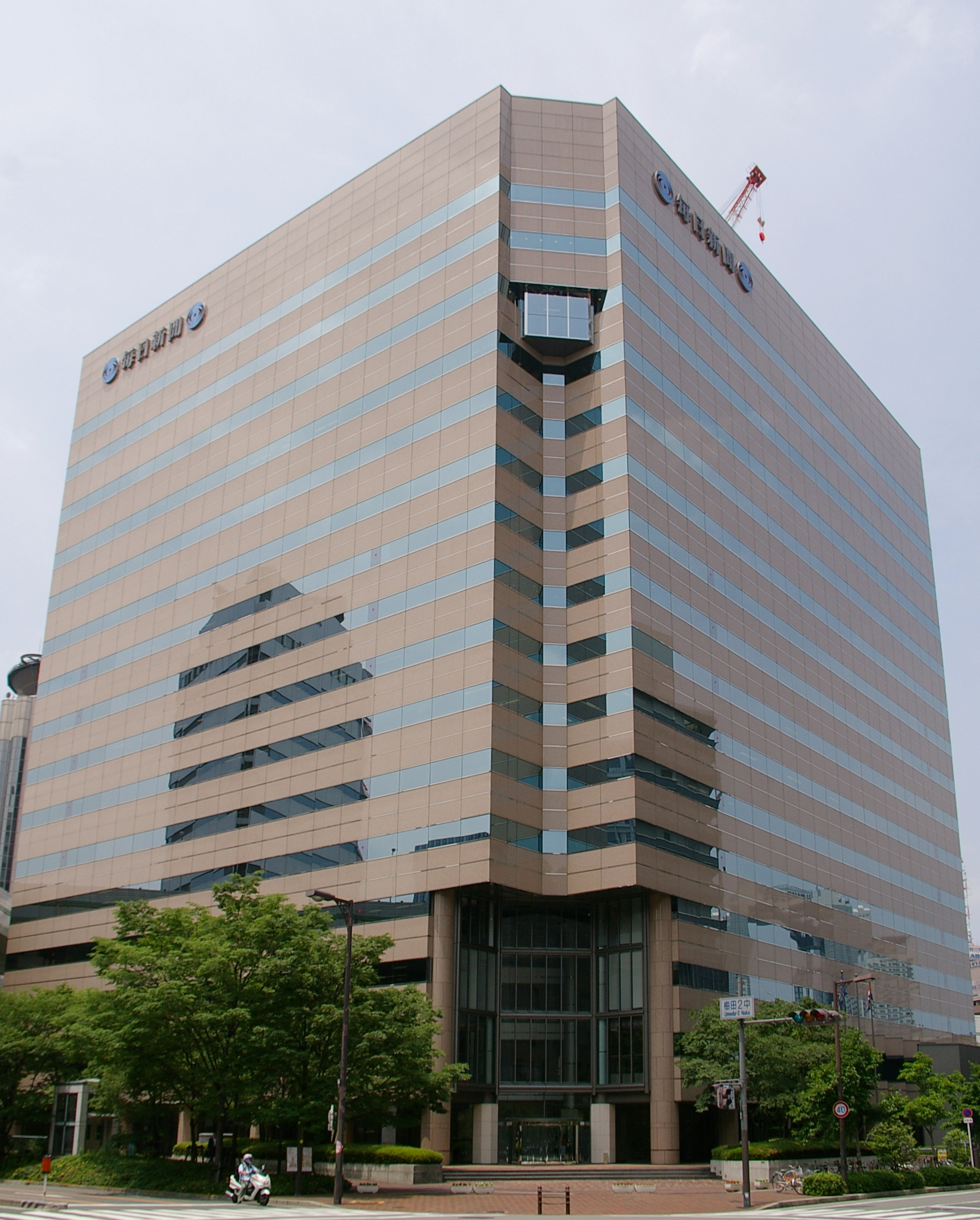
每日新聞大阪本社，位於大阪梅田的每日新聞大樓

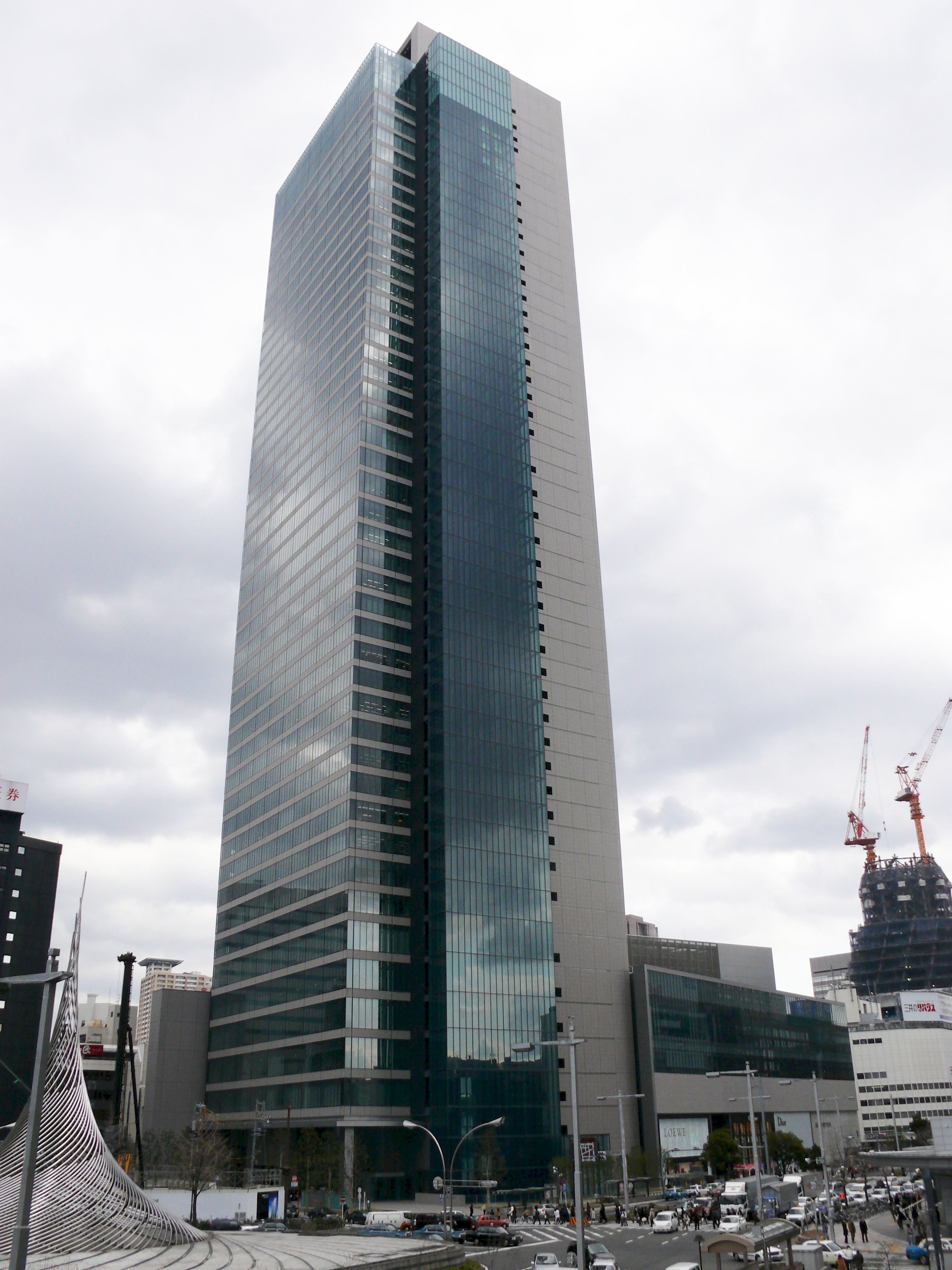
每日新聞中部本社，位於名古屋名驛的中部地方廣場大廈

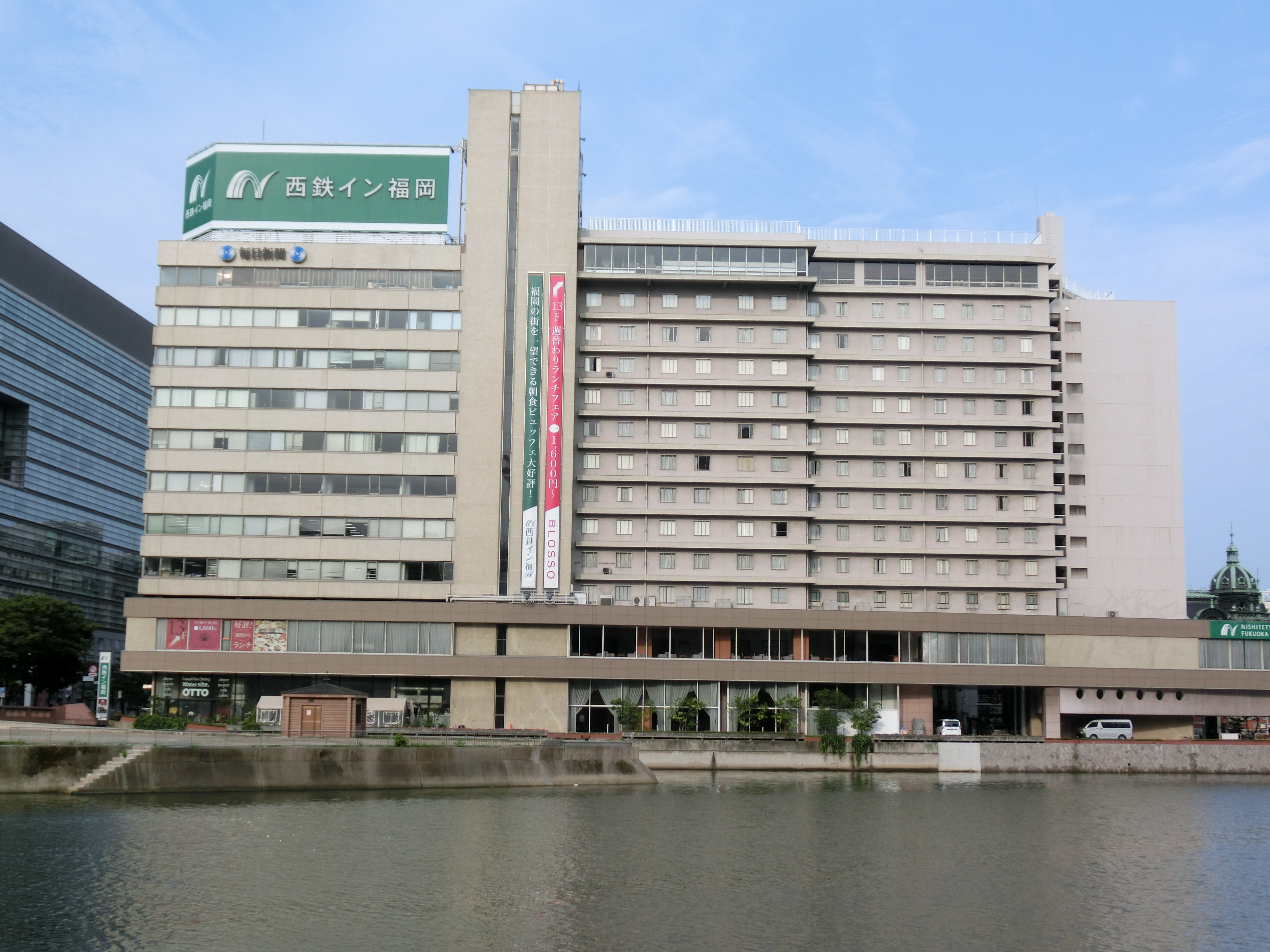
每日新聞福岡本部，位於福岡天神的每日福岡會館

《每日新聞》（日语：／ Mainichi Shimbun */?）是日本每日新聞社全國發行的，日本現存歷史最長報紙。其最早前身為1872年2月21日创刊的《東京日日新聞》，1911年3月1日合併西部《大阪每日新闻》，但仍以原名在东京及大阪兩地分開發行，至1943年才共用現名，目前又增名古屋、福冈共四地爲主要發行點，報紙口號為「爭論之下，真理顯現」。據日本發行公信會在2016上半年統計，總發行量分別為早報版309萬、晚報版90萬份。
《每日新聞》與《朝日新聞》在1960年代以前曾並列為日本兩大報，但在激烈競爭下扩张太快，在1970年代初期陷入了經營危機。現在仍與《讀賣新聞》、《朝日新聞》合稱日本三大報，但發行量與前兩家差距較大。

## 簡史
- 1872年 《東京日日新聞》在東京浅草創刊。
- 1875年 東京日日新聞推出送報到府服務。
- 1876年 報社向三井物產公司承包了《中外物價新報》的印刷發行業務。
- 1882年 《日本立憲政黨新聞》創刊。（在1885年改名為《大阪日報》。之後又在1888年改為《大阪每日新聞》）
- 1906年 大阪毎日新聞社併購東京的《電報新聞》，改名為《每日電報》後進軍東京市場。
- 1911年 大阪毎日新聞社和日報社合併（《東京日日新聞》、《大阪毎日新聞》的標題則不變）。發行量較大的《每日電報》合併了《東京日日新聞》（並繼承了東京日日新聞的「櫻花圖案」底紋。）
- 1936年 《東京日日新聞》與《時事新報》合作。
- 1943年 將東日本和西日本不同的報名，一起改為《每日新聞》。
- 1951年 名古屋的中部分公司升格為中部總公司。報紙重新在名古屋發行。
- 1959年 成立位在札幌的北海道分公司。報紙開始在北海道發行。
- 1965年 西部總公司從北九州市門司區搬遷至小倉北區的「毎日西部會館」。
- 1966年 東京總公司從有樂町搬遷到現在的竹橋。
- 1971年3月12日 西部總公司發生印刷用機器大火，共損失八台輪轉機。
- 1972年 發生與「歸還沖繩密約」相關的「外務省洩密事件」（後被稱為「西山事件」）。
- 1976年 開設「記者之眼」（記者の目）專欄。
- 1977年 整頓負債的舊公司（株式會社每日），並和負責一般業務的新公司（株式會社每日新聞社）分開，以「新舊分離」的方式重建公司。商業登記上的總公司從大阪遷往東京。
- 1985年 終止將新舊兩個公司合併再建的計畫。
- 1991年11月 開始使用現行報紙題字，採用的字體為粗宋體，報紙題字底紋顏色為藍色。上方為每日新聞社的社徽“每日之眼”（毎日の目）以及該報紙的英文名“Mainichi”，下方是“每日新聞”4 個宋體大字。
- 1992年 大阪總公司從堂島搬遷到西梅田。
- 2002年 迎接創刊130週年。
- 2003年 中部總公司遷入在名古屋站前的中部地方廣場大廈。
- 2022年 創刊150周年。
- 2023年5月10日 中國駐日本大使吴江浩會見每日新聞社長松木健。[4]

## 觀點
政治立场中間派至中間偏左。反对日本右翼民族主义、民粹主义以及反对美化日军侵华战争，该报又反对日本首相参拜靖国神社。经济上支持跨太平洋夥伴全面進展協定(TPP)，而中日新闻反對。。该报反对《特定秘密保护法》。
小泉純一郎改革時，該報當時一度支持自民黨政府（朝日新聞支持，中日新聞反對）。
儘管不支持自民黨，但《每日新聞》與平成研究會有著密切的關係，而《朝日新聞》與宏池會有著密切的關係。兩者都是屬於自由民主黨內部穩健派系的派系。《中日新聞》與聖所（立憲民主黨社會民主主義派〈旧日本社会党〉）有密切關係。

## 爭議
- WaiWai專欄事件

## 图集

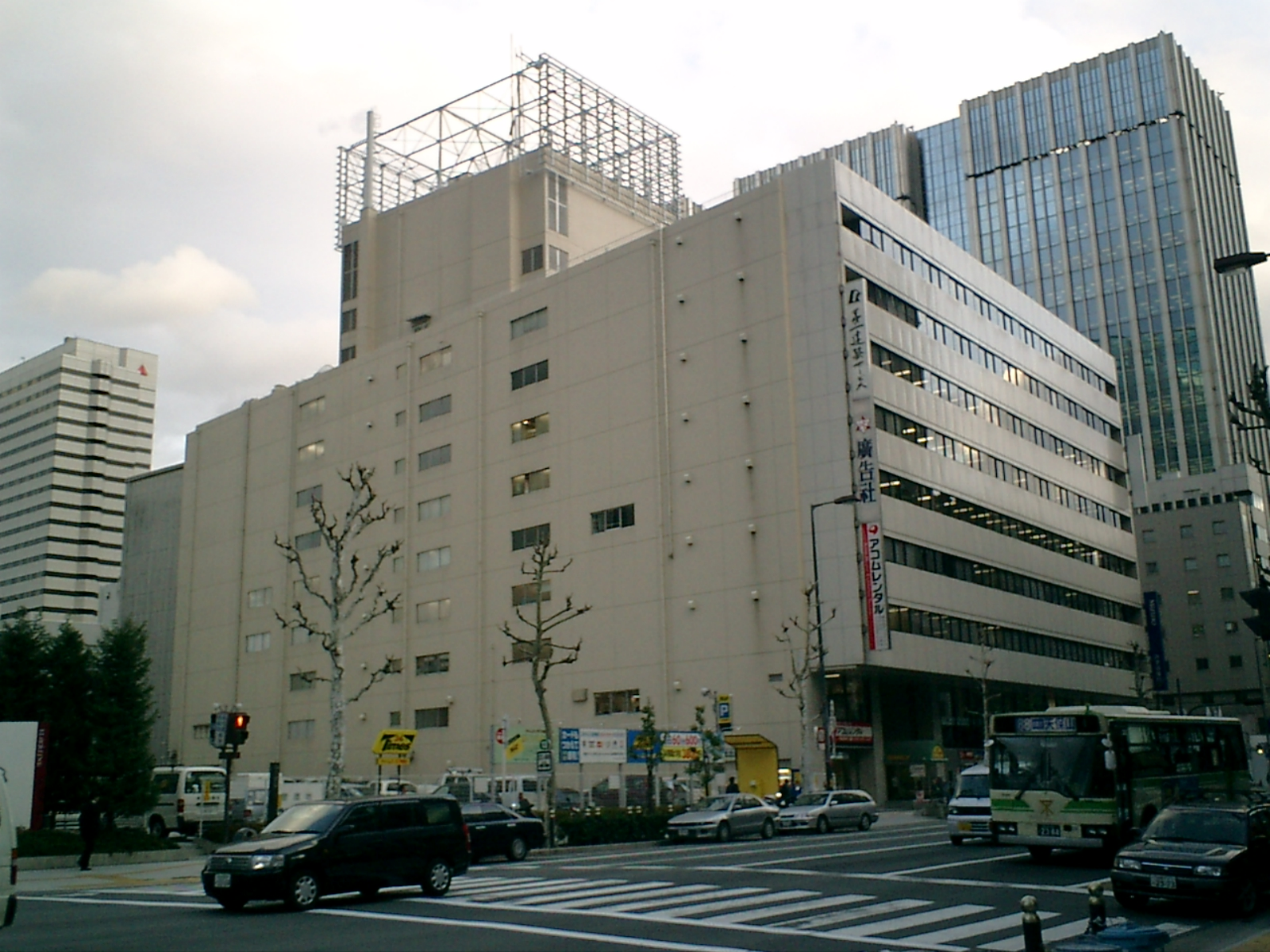
每日新聞大阪總部舊址（每日大阪會館）
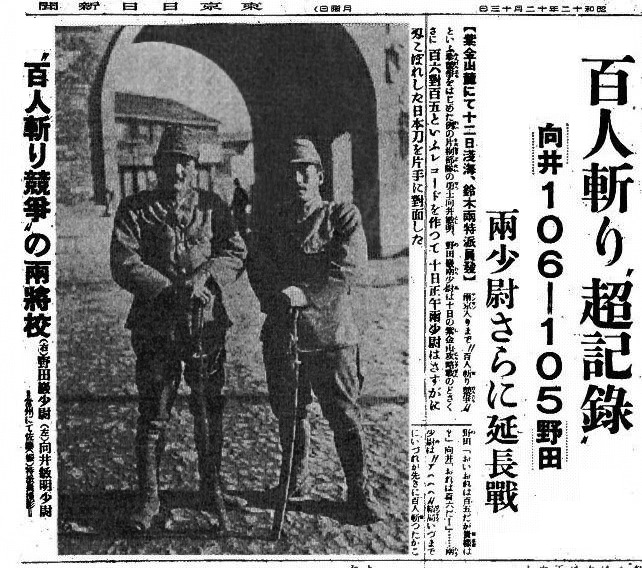
1937年《東京日日新聞》向井敏明和野田毅(此稱野田巖)百人斩比赛相關報道
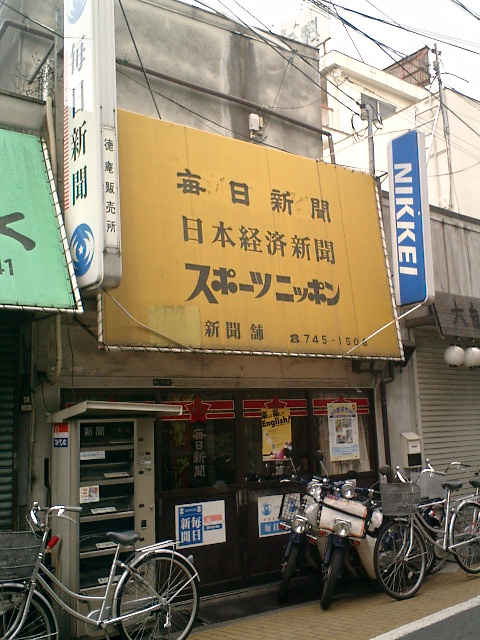
毎日新聞販售商店「每日News Port」（東大阪市）

## 外部連結
- 毎日新聞社（以宣傳活動為主）（页面存档备份，存于）（日語）
- 毎日jp（新聞網站） （页面存档备份，存于）
- 毎日jp（移動新聞網站）
- 毎日jp（IPhone新聞網站）
- 毎日jp編輯部的X（前Twitter）